# Bion 11
O Bion 11 (em russo: Бион 11) foi um satélite russo de pesquisas biológicas e de microgravidade. Foi lançado em 24 de dezembro de 1996 do Cosmódromo de Plesetsk, Rússia, através de um foguete Soyuz. Levou-se nessa missão tritões, caracóis, moscas Drosophila e outros insetos além de bactérias e dois macacos (Macaca mulatta), Lapik e Multik. Ambos os macacos estavam a salvo no pouso, mas Multik morreu de um ataque cardíaco durante exames médicos sob anestesia geral em 8 de janeiro de 1997.

## Dados da Missão
- Perigeu: 216 km
- Apogeu: 375 km
- Inclinação: 62.8º
- Duração da Missão: 14 dias

## Ligações Externas
- NASA NSSDC Master Catalog